# Legally Blonde (musical)
Legally Blonde è un musical con musiche e testi di Laurence O'Keefe e Nell Benjamin e libretto di Heather Hach. La storia è basata sul film omonimo (in italiano reso con La rivincita delle bionde) del 2001, a sua volta basato sul romanzo omonimo di Amanda Brown. Racconta di Elle Woods, un'esuberante ragazza che si iscrive alla Harvard Law School (scuola di diritto dell'università di Harvard) per riconquistare il suo ex-ragazzo Warner. Scopre che con le sue abilità e la sua conoscenza della legge è in grado di aiutare concretamente gli altri, tanto da difendere con successo la personal trainer Brooke Wyndham da un'accusa di omicidio superando ogni aspettativa rimanendo sempre se stessa.
La prima di Legally Blonde pre-Broadway si svolge a San Francisco. Nell'aprile del 2007 lo spettacolo si sposta a Broadway, ottenendo recensioni prevalentemente positive e incassando più di 1.000.000 di dollari a settimana. Alla direzione e coreografia c'è Jerry Mitchell, mentre il cast originale include Laura Bell Bundy come Elle, Christian Borle come Emmett e Richard H. Blake come Warner. Riceve sette candidature ai Tony Award e dieci ai Drama Desk Award senza vincerne alcuno. La produzione al West End di Londra apre nel gennaio del 2010 al Savoy Theatre, e viene candidata a cinque Laurence Olivier Award vincendone tre, incluso quello al Miglior nuovo musical.
Il musical viene filmato nel settembre del 2007 andando in onda su MTV il mese successivo. In seguito viene trasmesso un reality sulle audizioni svolte per cercare la nuova persona che avrebbe interpretato Elle Woods a Broadway. La vincitrice fu Bailey Hanks, che mantenne il ruolo dal 23 luglio 2008 fino alla chiusura della produzione il 19 ottobre 2008. La seconda classificata, Autumn Hurlbert, fungeva da sostituta.

## Trama

### Atto I
Le esuberanti ragazze della sorellanza Delta Nu dell'università della California, guidate da Margot, Serena e Pilar, festeggiano l'imminente fidanzamento di Warner Huntington III alla loro briosa, dolce e soprattutto bionda presidentessa Elle Woods, che si sta scervellando per cercare il vestito perfetto per l'occasione (Omigod You Guys). Una volta trovatolo, Elle va a cena con Warner, dove le rivela che necessita di una ragazza più seria (Serious) e rompe con lei. Elle è sconvolta e rimane chiusa in camere per dodici giorni (Daughter Of Delta Nu), ma infine decide si seguire Warner alla Harvard Law School per dimostrargli la propria serietà. Con l'aiuto della sorella Delta Nu Kate, Elle studia per il test di ammissione. Invece di inviare un saggio scritto, Elle compare all'improvviso agli uffici di Harvard accompagnata dalla squadra di cheerleader. Viene ammessa dopo che rivela di essere motivata dall'amore (What You Want).
I compagni snob di Elle disapprovano il suo abbigliamento e l'unica persona disposta ad aiutarla è Emmett Forrest, l'assistente del docente (The Harvard Variations). Tuttavia non riesce a proteggerla dal crudele professor Callahan (Blood in the Water) che, essendo la ragazza impreparata, la caccia fuori dalla classe seguendo il suggerimento della studentessa Vivienne Kensington, che casualmente è anche la nuova ragazza di Warner. Questa "tragedia" permette l'apparizione delle sorelle della Delta Nu, che, comportandosi come un coro greco visibile e udibile solo a Elle, le incitano a pensare positivo (Positive). Elle, ritenendo che i capelli biondi siano il problema, ha intenzione di farsi castana. Si reca al Hair Affair salon dove incontra la vivace estetista Paulette, la quale rivela ad Elle che nei suoi momenti di tristezza, ascolta il suo CD preferito e sogna l'Irlanda, quasi una metafora dell'amore (Ireland). Al salon si trova anche Vivienne che inaspettatamente invita Elle ad una festa in costume. Paulette congeda Elle prestandole un costume, e lasciando intatti l'ottimismo e i capelli biondi della ragazza (Ireland (Reprise)).
Elle si presenta alla festa vestita da coniglietta di Playboy, per scoprire di essere stata ingannata da Vivienne; tenta in ogni caso di impressionare Warner ma invano (Serious (Reprise)). Elle scappa dalla festa incontrando Emmett, che fatica a capire i problemi della ragazza e le permette di scoprire la sua ossessione per Warner (Chip On My Shoulder). Libera da ciò, lo sconfigge in un dibattito in classe. Inoltre aiuta Paulette rendendosi conto di iniziare a capire l'utilità della legge. Warner e Vivienne ottengono due degli ambiti posti del tirocinio di Callahan, e nello stesso istante in cui lo scoprono Warner fa la proposta di matrimonio a Vivienne davanti a tutti, che accetta. Prima che si spezzi il cuore di Elle, Emmett le mostra la lista dei nomi dove, oltre a quello della sua compagna Enid Hoopes, figura anche il suo, rendendola euforica (So Much Better).

### Atto II
Elle, Callahan, Emmett, Vivienne, Warner ed Enid guardano un video della personal trainer Brooke Wyndham che si allena con la propria squadra (Whipped into Shape). Callahan riferisce al suo team che Brooke è accusata di omicidio del suo marito miliardario. Recatisi in prigione, Brooke guida le carcerarie in un esercizio sportivo. In seguito racconta solamente ad Elle, avendo scoperto di far parte della stessa confraternita, l'alibi che potrebbe salvarla ma che non vuole rendere pubblico, cioè di aver avuto un appuntamento per la liposuzione (Delta Nu Nu Nu). Per la lealtà che Elle nutre verso la cliente, lei ed Emmett sono allontanati dal gruppo. Per rallegrare il ragazzo e migliorare la sua impressione, Elle gli dona uno stile nuovo (Take It Like A Man).
In seguito al salon Hair Affair entra Kyle, il sexy fattorino della UPS, per la quale Paulette si innamora. Compare quindi il coro greco di Pilar, Serena e Margot anche agli occhi dell'estetista Paulette che le insegnano la mossa "Bend and Snap" per conquistarlo. Tuttavia, accidentalmente Paulette rompe il naso a Kyle (Bend and Snap).
Nell'aula giudiziaria Nikos, il bagnino di Brooke, è interrogato dal procuratore circa la tresca con la sua superiore. Dopo aver fatto la mossa del Bend and Snap davanti a Nikos senza alcun riscontro, Elle si convince che sia gay. Callahan e il team non le crede, pensando sia semplicemente europeo (Gay or European). Emmett riesce a far sfuggire a Nikos il nome del fidanzato: Carlos. Il ragazzo, presente nell'aula, conferma la versione.
Quella sera, nell'ufficio di Callahan, i tirocinanti festeggiano l'abilità di Elle, eccetto Warner. Dopo aver congedato tutti, rimangono Callahan ed Elle. Il professore la bacia con forza e la ragazza lo schiaffeggia, venendo licenziata. Warner e Vivienne assistono dalla finestra e, quando Callahan si allontana, entrano nello studio l'uno in atteggiamento di scherno e l'altra sconvolta. Una Elle sconfitta si prepara per tornare a casa, anche se Emmett le chiede di rimanere, rivelando l'amore che nutre per lei (Legally Blonde).
Al salon Hair Affair Elle vuole salutare Paulette prima di andarsene, ma Vivienne ed Enid la convincono del contrario sottolineando le sue abilità. Elle decide quindi di rifiutare i completi in navy blue per optare in quelli rosa. Intanto Kyle, anch'egli innamoratosi di Paulette, le rivela di essere irlandese coronando i sogni dell'estetista. Ritornando al processo, Brooke licenzia Callahan e assume Elle (Legally Blonde Remix). La figliastra di Brooke, Chutney, va al banco dei testimoni, affermando di aver visto, una volta uscita dalla doccia, la matrigna sporca di sangue. Elle porta tutta la corte alla scena del crimine, in particolare al bagno (Scene of the Crime), dove dimostra, grazie alla permanente che Paulette fa a Enid, l'impossibilità che Chutney avesse mantenuto l'acconciatura dopo la doccia. Quindi la ragazza, attaccata da martellanti domande, confessa di aver ucciso il padre, pensando fosse Brooke. Elle quindi conclude con successo la difesa della sua cliente, e Warner le fa la proposta di matrimonio siccome Vivienne ha infine rifiutato. Anche Elle rifiuta ma, nonostante tutto, lo ringrazia del ruolo che abbia avuto per il proprio cambiamento (Find My Way).
Tre anni dopo, mentre Elle tiene il valedictorian del suo anno, Paulette racconta al pubblico che Enid pratica diritto di famiglia, Vivienne studia per entrare nei Peace Corps e Warner ha abbandonato l'università per perseguire una carriera da modello. Callahan si era candidato per diventare governatore, e sua moglie ha assunto Emmett per occuparsi del loro divorzio. Paulette ha sposato Kyle, ha due figli e aspetta un terzo; vivono a Worcester, nel Massachusetts, con un nuovo salon. Alla fine della cerimonia di laurea, Elle fa la proposta di matrimonio ad Emmett, che accetta con gioia (Finale).

## Numeri musicali
- Overture – Orchestra
- Omigod You Guys – Elle, Serena, Margot, Pilar e Compagnia
- Serious – Elle e Warner
- Daughter of Delta Nu – Serena, Margot, Pilar e Company
- What You Want – Elle, Serena, Margot, Pilar, Kate, Genitori di Elle, Gran Maestro Chad e Compagnia
- The Harvard Variations – Emmett, Aaron, Enid, Padamadan e Studenti di Harvard
- Blood in the Water – Callahan e Compagnia
- Positive – Elle, Serena, Margot, Pilar e Coro Greco
- Ireland – Paulette
- Ireland (Reprise) – Paulette
- Serious (Reprise) – Elle e Warner
- Chip On My Shoulder – Elle, Emmett e Coro Greco
- So Much Better – Elle, Coro Greco e Compagnia

- Entr'acte – Orchestra
- Whipped into Shape – Brooke, Callahan and Company
- Delta Nu Nu Nu – Brooke and Elle
- Take It Like a Man – Elle, Emmett and Salespeople
- Bend and Snap – Elle, Paulette, Serena, Margot, Pilar, Bend and Snap Guys and Salonfolk
- Gay or European – Elle, Callahan, Emmett, Brooke, Vivienne, Warner, Enid, Judge, Nikos, Carlos and Company
- Legally Blonde – Elle and Emmett
- Legally Blonde Remix – Vivienne, Elle, Enid, Brooke, Elle's Parents and Company
- Scene of the Crime – Elle, Judge, Serena, Margot, Pilar and Company
- Find My Way/Finale – Elle, Paulette, Emmett and Company
- Bows – Orchestra and Company

Durante la rappresentazione a San Francisco, il musical includeva un brano intitolato Love and War al posto di Positive. Un altro predecessore di Positive è stato Beacon of Positivity.
Durante lo sviluppo del musical, il brano Good Boy viene pensato per essere infine sostituito da Ireland. Nella canzone, Paulette ed Elle legano con l'idea che tutti gli uomini somigliano a cani e debbano essere trattati come tali.
Il brano Bows compare come bonus track su iTunes per il Live London Cast Recording ma non per il Broadway Recording. Stessa cosa per Kyle the Magnificent che segue Take It Like a Man nello spettacolo. Nella Broadway Cast Recording, è una hidden track che segue Find My Way/Finale.

## Produzioni

### Broadway
Dopo le prove al Golden Gate Theatre a San Francisco dal 6 febbraio al 25 febbraio 2007, seguono anteprime dal 23 gennaio, Legally Blonde apre a Broadway al Palace Theatre il 29 aprile 2007 e seguono anteprime dal 3 aprile. La produzione viene diretta e coreografata da Jerry Mitchell, con scenografie di David Rockwell, costumi di Gregg Barnes e luci di Kenneth Posner e Paul Miller. Il cast originale di Broadway include Laura Bell Bundy nel ruolo protagonista di Elle Woods insieme a Christian Borle, Orfeh e Michael Rupert. Lo spettacolo riceve recensioni prevalentemente positive e viene nominato a Tony Award, incluso Migliore colonna sonora originale e Miglior attrice protagonista in un musical, senza vincerne alcuno.
Durante la settimana che finiva con il 24 giugno 2007, la produzione Broadway raggiunge una pietra miliare, unendosi agli spettacoli milionari settimanali, incassando 1.003.282 dollari. Il musical viene filmato per la televisione di fronte ad un pubblico il 18 settembre 2007, come in altre due date senza pubblico. Le tre performance vengono montate e trasmesse su MTV il 13 e 14 ottobre 2007, e in seguito il 3 e 14 novembre 2007. Il coinvolgimento di MTV con il musical continua con un reality show chiamato Legally Blonde - The Musical: The Search for Elle Woods, che punta a scritturare la prossima attrice per interpretare Elle Woods a Broadway, sostituendo Laura Bell Bundy. Il programma è condotto da Haylie Duff e trasmesso il 2 giugno 2008 su MTV. La competizione viene vinta da Bailey Hanks, una ragazza di vent'anni da Anderson, nella Carolina del Sud. I risultati sono resi pubblici il 21 luglio 2008, e il suo debutto come Elle Woods avviene il 23 luglio. La seconda classificata, Autumn Hurlbert, debutta anch'ella a Broadway come una sorella Delta Nu, nonché come sostituta della Hanks.
La produzione chiude il 19 ottobre 2008 dopo aver messo in scena 30 anteprime e 595 spettacoli regolari.

### Tour statunitensi

#### Primo tour nazionale
Il primo tour nazionale inizia il 21 settembre 2008. Becky Gulsvig, che appariva nell'ensemble originale a Broadway e come sostituta di Elle Woods, interpreta la protagonista. Lauren Ashley Zakrin e Rhiannon Hansen, entrambe finaliste del reality show MTV, ottengono delle parti. Il tour chiude il 15 agosto 2010 a Vienna, in Virginia, al Wolf Trap National Park for the Performing Arts.

#### Secondo tour nazionale
Un secondo tour apre con un cast non-Equity ("non professionistico") a Jackson, in Mississippi, il 21 settembre 2010. Nikki Bohne guida il cast come Elle Woods, con Nic Rouleau (Emmett Forrest), Jillian Wallach (Paulette), Hannah Rose DeFlumeri (Vivienne Kensington) e Kahlil Joseph (professor Callahan). Il tour chiude il 15 maggio 2011 allo Shubert Theatre a New Haven, nel Connecticut.

### West End
La produzione al West End apre al Savoy Theatre il 13 gennaio 2010, seguendo anteprime dal 5 dicembre 2009. Il cast originale di Londra include Sheridan Smith nel ruolo protagonista di Elle Woods, insieme a Duncan James, Alex Gaumond, Jill Halfpenny e Peter Davison. Nella produzione inglese, il testo di Ireland viene modificato.
Nell'ottobre del 2009, Sheridan Smith con altri membri del cast, registra un video pop per il brano So Much Better. Il cast in seguito si esibisce con un medley delle canzoni al BBC Television Center il 19 novembre 2009 durante il telethon Children in Need.
Legally Blonde è stato il primo spettacolo del West End ad offrire biglietti con una lotteria, moda tipica di Broadway. Lo spettacolo ha incassato due milioni di dollari prima che aprisse con le prenotazioni, estendendole dall'ottobre 2011 al 31 marzo 2012.
Susan McFadden, un'attrice irlandese, sostituisce Sheridan Smith come Elle il 10 gennaio 2011, a sua volta sostituita da Carley Stenson l'11 luglio 2011. Altre sostituzioni degne di nota sono Richard Fleeshman, Simon Thomas e Ben Freeman come Warner, Denise Van Outen, Natalie Casey e Sorelle Marsh come Paulette, Lee Mead e Stephen Ashfield come Emmett, Carley Stenson e Ellie Kirk come Margot e Siobhan Dillon come Vivienne.
La produzione del West End vince tre Laurence Olivier Award il 13 marzo 201: Best New Musical, Best Actress in a Musical a Sheridan Smith e Best Performance in a Supporting Role in a Musical a Jill Halfpenny. Il tour inglese inizia a Liverpool nel luglio 2011. Lo spettacolo ha più successo nel Regno Unito che negli Stati Uniti, con la produzione di Londra considerata come una delle più note del West End.
Lo spettacolo chiude il 7 aprile 2012, dopo 974 rappresentazioni.

### Tour inglese
Il primo tour inglese inizia l'8 luglio 2011 al Liverpool Empire Theatre. Il cast include Faye Brooks come Elle, Dave Willetts come il professor Callahan, Iwan Lewis come Emmett, Neil Toon come Warner, Charlotte Harwood come Vivienne e Hannah Grover come Brooke. Due celebrità di Liverpool condividono il ruolo di Paulette: dall'8 luglio al 17 settembre vi è l'ex membro delle Atomic Kitten Liz McClarnon, e dal 20 settembre al 3 dicembre Claire Sweeney.
Sostituendo Willets, il professor Callahan viene interpretato da Matthew Kelly, e in seguito Les Dennis, come Niki Evans per Paulette. A causa dell'aggiunta di ulteriori date e impegni di altri membri, specialmente con il film de Les Misérables, alcuni dei ruoli principali vengono coperti dagli ex membri del cast di Londra. Amy Lennox, ex sostituta di Elle, copre Faye Brookes per la data ad Aberdeen, con Stephen Ashfield riprendendo il ruolo di Emmett coprendo le date a Dublino, Belfast e Woking. Andy Mace, sostituto originale di Callahan, copre Callahan a Dublinp e in seguito in tutte le date di luglio. Altri cambiamenti includono Tracey Penn come Vivienne e Antony Hewitt come Carlos.
Il 17 luglio 2012, Jennifer Ellison sostituisce Niki Evans come Paulette e Gareth Gates sostituisce Ray Quinn come Warner.
Lo spettacolo finale del tour si svolge al New Wimbledon Theatre il 6 ottobre 2012.

### Australia
La produzione australiana inizia con anteprime il settembre 2012 al Lyric Theatre di Sydney, prima di aprire il 4 ottobre 2012.
Insieme a Lucy Durack nel ruolo protagonista, sono gli ex membri di Wicked Rob Mills come Warner e David Harris come Emmett. La supermodella Erika Heynatz fa il suo debutto come Brooke Wyndham, con Cameron Daddo ritornando in scena per la prima volta dopo vent'anni per interpretare il professor Callahan.
La produzione termina al Melbourne's Princess Theatre il 14 luglio 2013. Lo spettacolo vince cinque Helpmann Awards incluso Best Musical.

### Internazionali
Legally Blonde inizia con produzioni internazionali in Corea del Sud, Paesi Bassi, Francia, Filippine, Svezia e Finlandia. Una produzione austriaca, Natürlich blond, apre a Ronacher nel febbraio 2013 in lingua tedesca.
Nel luglio 2013 viene presentata in lingua spagnola al Teatro Nacional di Santo Domingo, con un cast stellare di attori e cantanti dominicani inclusi Akari Endo come Elle Woods, Héctor Aníbal Estrella come Emmett, José Julio Sánchez come Warner, Laura Lebron come Vivienne, José Lora Checho come il professor Callahan e Laura Rivera dalla rock band Tribu del Sol come Paulette. Viene prodotto da José Rafael Reyes, diretto da Gracielina Olivero e coreografato da Benny Perez. Luichy Guzman è il direttore musicale e Claudia Gonzalez direttore vocale. Nel gennaio 2014 la produzione viene candidata a quattro Soberano Award che includono: Best Musical, Best Actress (Akari Endo), Best Actor (Hector Anibal Estrella) e Best Choreographer (Benny Perez).
Nel novembre 2013, la Orpheus Musical Theatre Society di Ottawa (una delle più antiche del Canada, nata nel 1906) inizia la produzione dello spettacolo al Centrepointe Theatre.
La prima produzione professionale franco-canadese si svolge al Capitole de Québec a Québec nel maggio 2014. Prodotto da Les Productions du Quatrième Mur, il cast è annunciato nell'estate 2013. Si pensa di mantenere lo spettacolo per due volte sotto la direzione di Guylaine Pépin e la coreografia di Jérôme Tremblay.
La prima produzione a Panama inizia nel luglio 2013 con Isabeau Mendez nel ruolo protagonista al Teatro en Circulo a Panama. In Brasile la produzione inizia nel 2015 a San Paulo. La versione messicana apre al Teatro Carlos Lazo nell'ottobre 2015, presentato dal Britstudio Artes Escénicas.
Il 1 Febbraio 2023 debutterà in Italia una versione prodotta da All Entertainment al TAM Teatro Arcimboldi di Milano

## Cast
| Personaggio           | Cast originale di Broadway | Cast di chiusura di Broadway | Tour statunitense   | Cast originale di West End | Non-Equity            | Tour inglese                 | Cast Originale Italia    |
| --------------------- | -------------------------- | ---------------------------- | ------------------- | -------------------------- | --------------------- | ---------------------------- | ------------------------ |
| Elle Woods            | Laura Bell Bundy           | Bailey Hanks                 | Becky Gulsvig       | Sheridan Smith             | Nikki Bohne           | Faye Brookes                 | Lucia Blanco             |
| Emmett Forrest        | Christian Borle            | Christian Borle              | D.B. Bonds          | Alex Gaumond               | Nic Rouleau           | Iwan Lewis                   | Claudio Zanelli          |
| Paulette Bonafonté    | Orfeh                      | Orfeh                        | Natalie Joy Johnson | Jill Halfpenny             | Jillian Wallach       | Liz McClarnon Claire Sweeney | Giovanna D'Angi          |
| Professor Callahan    | Michael Rupert             | Michael Rupert               | Ken Land            | Peter Davison              | Kahlil Joseph         | Dave Willetts                | Andrea Carli             |
| Warner Huntington III | Richard H. Blake           | Richard H. Blake             | Jeff Mclean         | Duncan James               | Matthew Ragas         | Neil Toon                    | Luca Pozzar              |
| Vivienne Kensington   | Kate Shindle               | Kate Shindle                 | Megan Lewis         | Caroline Keiff             | Hannah Rose DeFlumeri | Charlotte Harwood            | Laura Galigani           |
| Chad/Dewey/Kyle       | Andy Karl                  |                              | Ven Daniel          | Chris Ellis-Stanton        | Michael Milton        | Lewis Griffiths              | Nicola Monterumisi       |
| Brooke Wyndham        | Nikki Snelson              | Nicolette Hart               | Coleen Sexton       | Aoife Mulholland           | Shannon Mullen        | Hannah Grover                | Alice Mistroni           |
| Enid Hoopes           | Natalie Joy Johnson        |                              | Gretchen Burghart   | Suzie McAdam               | Sarah Beth Pfeifer    | Gemma Baird                  | Claudia Sophie Dell'urti |
| Serena                | Leslie Kritzer             | Tracy Jai Edwards            | Cortney Wolfson     | Susan McFadden             | Nadia Vynnytsky       | Sinead Long                  | Giulia Gerola            |
| Margot                | Annaleigh Ashford          | Kate Rockwell                | Rhiannon Hansen     | Amy Lennox                 | Maggie Taylor         | Sophie Isaacs                | Serena Olmi              |
| Pilar                 | DeQuina Moore              | Asmeret Ghebremichael        | Crystal Joy         | Ibinabo Jack               | Brit West             | Micha Richardson             | Stella Kablan            |
| Kate/Chutney          | Kate Wetherhead            | Lindsay Nicole Chambers      | Alex Ellis          | Roxanne Palmer             | Nicole Brancucci      | Nia Jermin                   | Sara Marinucci           |

Il cast per la trasmissione televisiva consiste nell'intero cast originale di Broadway, eccetto per Tracy Jai Edwards che sostituisce Leslie Kritzer come Serena e Asmeret Ghebremichael che sostituisce DeQuina Moore come Pilar. Moore lascia la produzione il luglio 2007, e Kritzer nell'agosto dello stesso anno.

## Incisioni discografiche
La Original Broadway Cast Recording viene registrata il 7 e 8 maggio 2007 e pubblicata il 17 luglio 2007 da Ghostlight Records (una succursale di Sh-K-Boom Records). Durante la settimana del 23 luglio 2007, l'album debutta sulla classifica Billboard's Cast Album, piazzandosi al primo posto e al #86 sulla Billboard 200.
Prima delle prevendite, viene pubblicato un CD promozionale contenente Omigod You Guys, So Much Better, e Take It Like a Man, con un cast, musiche e testi leggermente diversi da quelli finali.
Durante lo sviluppo del musical, viene pubblicata una demo con dodici canzoni di Kerry Butler come Elle. Al suo interno There! Right There! è intitolata Gay or European, Positive è Beacon of Positivity e Ireland è Good Boy.
Bailey Hanks, che ha vinto il reality show, registra la canzone So Much Better, pubblicata come singolo il 22 luglio 2008.
Il 21 maggio 2010 viene annunciato che una nuova registrazione live è svolta a Londra con Sheridan Smith, Alex Gaumond e Duncan James. Avviene il 12, 13 e 14 giugno dello stesso anno e viene pubblicato il 16 agosto 2010. La London Cast Recording presenta le stesse tracce della Broadway Cast Recording, con la traccia bonus Kyle the Magnificent.

## Riconoscimenti

### Broadway
| Anno | Premio                     | Categoria                                      | Candidato                        | Risultato       |
| ---- | -------------------------- | ---------------------------------------------- | -------------------------------- | --------------- |
| 2007 | Actors’ Equity Association | Outstanding Broadway Chorus                    |                                  | Vincitore/trice |
| 2007 | Drama Desk Award           | Outstanding Musical                            |                                  | Candidato/a     |
| 2007 | Drama Desk Award           | Outstanding Book of a Musical                  | Heather Hach                     | Candidato/a     |
| 2007 | Drama Desk Award           | Outstanding Actress in a Musical               | Laura Bell Bundy                 | Candidato/a     |
| 2007 | Drama Desk Award           | Outstanding Featured Actor in a Musical        | Christian Borle                  | Candidato/a     |
| 2007 | Drama Desk Award           | Outstanding Featured Actress in a Musical      | Orfeh                            | Candidato/a     |
| 2007 | Drama Desk Award           | Outstanding Choreography                       | Jerry Mitchell                   | Candidato/a     |
| 2007 | Drama Desk Award           | Outstanding Director of a Musical              | Jerry Mitchell                   | Candidato/a     |
| 2007 | Drama Desk Award           | Outstanding Lyrics                             | Laurence O'Keefe e Nell Benjamin | Candidato/a     |
| 2007 | Drama Desk Award           | Outstanding Music                              | Laurence O'Keefe e Nell Benjamin | Candidato/a     |
| 2007 | Drama Desk Award           | Outstanding Set Design of a Musical            | David Rockwell                   | Candidato/a     |
| 2007 | Drama League Award         | Distinguished Production of a Musical          |                                  | Candidato/a     |
| 2007 | Drama League Award         | Distinguished Performance                      | Laura Bell Bundy                 | Candidato/a     |
| 2007 | Drama League Award         | Distinguished Performance                      | Christian Borle                  | Candidato/a     |
| 2007 | Outer Critics Circle Award | Best Featured Actress in a Musical             | Orfeh                            | Candidato/a     |
| 2007 | Tony Award                 | Miglior libretto in un musical                 | Heather Hach                     | Candidato/a     |
| 2007 | Tony Award                 | Miglior colonna sonora originale               | Laurence O'Keefe e Nell Benjamin | Candidato/a     |
| 2007 | Tony Award                 | Miglior attrice protagonista in un musical     | Laura Bell Bundy                 | Candidato/a     |
| 2007 | Tony Award                 | Miglior attore non protagonista in un musical  | Christian Borle                  | Candidato/a     |
| 2007 | Tony Award                 | Miglior attrice non protagonista in un musical | Orfeh                            | Candidato/a     |
| 2007 | Tony Award                 | Miglior coreaografia                           | Jerry Mitchell                   | Candidato/a     |
| 2007 | Tony Award                 | Migliori costumi                               | Gregg Barnes                     | Candidato/a     |
| 2008 | Daytime Emmy Award         | Outstanding Special Class Directing            | Beth McCarthy-Miller             | Candidato/a     |
| 2008 | Daytime Emmy Award         | Outstanding Special Class Special              |                                  | Candidato/a     |

### Tour statunitense
| Anno | Premio                  | Categoria                                            | Candidato                | Risultato       |
| ---- | ----------------------- | ---------------------------------------------------- | ------------------------ | --------------- |
| 2009 | Helen Hayes Award       | Outstanding Performance in a Non-Resident Production | Becky Gulsvig            | Candidato/a     |
| 2009 | Touring Broadway Awards |                                                      | Best New Touring Musical | Vincitore/trice |
| 2009 | Touring Broadway Awards | Best Design of a Touring Production                  |                          | Vincitore/trice |
| 2009 | Touring Broadway Awards | Best Choreography of a Touring Production            | Jerry Mitchell           | Vincitore/trice |

### West End
| Anno | Premio                          | Categoria                                          | Candidato           | Risultato       |
| ---- | ------------------------------- | -------------------------------------------------- | ------------------- | --------------- |
| 2010 | Evening Standard Theatre Awards | Best Musical                                       |                     | Candidato/a     |
| 2010 | Evening Standard Theatre Awards | Best Actress                                       | Sheridan Smith      | Candidato/a     |
| 2011 | Laurence Olivier Award          | Best New Musical                                   |                     | Vincitore/trice |
| 2011 | Laurence Olivier Award          | Best Actor in a Musical                            | Alex Gaumond        | Candidato/a     |
| 2011 | Laurence Olivier Award          | Best Actress in a Musical                          | Sheridan Smith      | Vincitore/trice |
| 2011 | Laurence Olivier Award          | Best Performance in a Supporting Role in a Musical | Jill Halfpenny      | Vincitore/trice |
| 2011 | Laurence Olivier Award          | Best Theatre Choreographer                         | Jerry Mitchell      | Candidato/a     |
| 2011 | Theatregoers’ Choice Awards     | Best New Musical                                   |                     | Vincitore/trice |
| 2011 | Theatregoers’ Choice Awards     | Best Actor in a Musical                            | Alex Gaumond        | Candidato/a     |
| 2011 | Theatregoers’ Choice Awards     | Best Actress in a Musical                          | Sheridan Smith      | Vincitore/trice |
| 2011 | Theatregoers’ Choice Awards     | Best Supporting Actor in a Musical                 | Chris Ellis-Stanton | Candidato/a     |
| 2011 | Theatregoers’ Choice Awards     | Best Supporting Actress in a Musical               | Jill Halfpenny      | Vincitore/trice |
| 2011 | Theatregoers’ Choice Awards     | Best Takeover in a Role                            | Denise van Outen    | Candidato/a     |
| 2011 | Theatregoers’ Choice Awards     | Best Choreographer                                 | Jerry Mitchell      | Vincitore/trice |
| 2012 | Theatregoers’ Choice Awards     | Best Takeover in a Role                            | Susan McFadden      | Candidato/a     |